# Астиоха (дочь Лаомедонта)
Астиоха (др.-греч. Ἀστυόχη) — персонаж древнегреческой мифологии.
Дочь Лаомедонта и Стримо. Жена Телефа, царя мисийцев. Мать Еврипила.
Зевс отдал Лаомедонту в возмещение за Ганимеда золотую виноградную лозу, Приам подарил её Астиохе, а она за это послала сына на войну. Одна из Навпрестид. Действующее лицо трагедии Софокла «Еврипил», оплакивает сына (фр.210-211 Радт).
В других источниках жена Телефа носит имя Гиера (др.-греч. Ιέρα). Она выделялась высоким ростом, красотой превосходила даже Елены, в бою командовала женщинами Мисии и была убита Ниреем. Это амазонка, родила от Телефа Тиррена и Тархона. В её честь назван троянский астероид Юпитера — (7119) Гиера, — открытый в 1989 году американскими астрономами Кэролин и Юджином Шумейкер в Паломарской обсерватории.